# Pestana Group
Pestana Group er en portugisisk turisme- og hotelkoncern. Deres hotelkæde Pestana Hotels and Resorts har 100 hoteller med over 12.000 værelser. Siden 2003 driver de Pousadas de Portugal-hotelkæden på kontraktaftale.
 Pestana Group ejer flyselskabet euroAtlantic Airways og har en ejerdel i STP Airways. De ejer også bryggeriet Empresa de Cervejas da Madeira.
Pestana Group åbnede sit første hotel i 1972.